# خان نيك بي
خان نيك بي (بالفارسية: کاروانسرای نیک‌پی) هو خان تاريخي يعود إلى عصر السلالة الصفوية، ويقع في مقاطعة زنجان.